# Antiratzinger
Antiratzinger (it. Contro Ratzinger) je název pro souborné vydání českého překladu dvou hanopisných esejů (pamfletů) namířených proti papeži Benediktu XVI.
Oba eseje vyšly anonymně v italštině v roce 2006 v milánském nakladatelství Isbn Edizioni. V češtině vyšly roku 2009, necelý měsíc před návštěvou papeže v Česku.